# Нововеличковское сельское поселение
Нововеличковское сельское поселение — муниципальное образование в Динском районе Краснодарского края России.
В рамках административно-территориального устройства Краснодарского края ему соответствует Нововеличковский сельский округ.
Административный центр — станица Нововеличковская.

## География
Площадь поселения — 293,23 км².

## Население
| 2010    | 2012    | 2013    | 2014    | 2015    | 2016    | 2017    |
| ------- | ------- | ------- | ------- | ------- | ------- | ------- |
| 11 499  | ↗11 673 | ↗11 866 | ↗12 047 | ↗12 288 | ↗12 545 | ↗12 729 |
| 2018    | 2019    | 2020    | 2021    | 2023    |         |         |
| ↗12 857 | ↗13 008 | ↗13 061 | ↗13 406 | ↘13 218 |         |         |

## Населённые пункты
В состав сельского поселения (сельского округа) входят 4 населённых пункта:
| № | Населённый пункт | Тип населённого пункта | Население (чел.) |
| - | ---------------- | ---------------------- | ---------------- |
| 1 | Нововеличковская | станица                | ↗10 654          |
| 2 | Воронцовская     | станица                | ↘1162            |
| 3 | Найдорф          | посёлок                | ↘994             |
| 4 | Дальний          | посёлок                | ↘174             |